# Azerbaiyán en el Festival de la Canción de Eurovisión
La participación de Azerbaiyán en el Festival de la Canción de Eurovisión corre a cargo del canal público İctimai Televiziya, que ingresó en la Unión Europea de Radiodifusión en 2007, aunque esto no le otorgaba el derecho de participar en Eurovisión por estar fuera del Área de Radiodifusión; el motivo de su ingreso al Festival es por pertenecer al Consejo de Europa. En la edición de 2011 el país se proclamó campeón con la canción «Running Scared», interpretada por el dúo formado por Eldar Gasimov y Nigar Jamal.
Desde 2009, el país ha contratado productores escandinavos y ha invertido mucho dinero para hacerse con la victoria. Solo en la edición de 2010, la delegación azerí invirtió más de 1,6 millones de euros.
De entre sus dieciocho participaciones, en la ediciones de 2018, 2023, 2024 y 2025 no lograron clasificarse para la final. Asimismo, ha conseguido ocupar Top 10 de la final en siete ocasiones.

## Historia
El país caucásico buscó su admisión en la UER solo para participar en el Festival de Eurovisión.[cita requerida] En 2007 la empresa estatal AzTV presentó una solicitud para ingresar como miembro activo, pero fue rechazada porque estaba muy vinculada al Gobierno azerí. Meses después, la televisión pública Ictimai Television trató de ocupar su lugar, y fue aceptada como miembro activo.
Desde su debut, Azerbaiyán siempre ha logrado la clasificación a la final excepto en 2018, 2023 y 2024. El país debutó en la edición de 2008 con «Day After Day», defendido por Elnur Hüseynov y Samir Javadzadeh. Tras alcanzar el sexto puesto en la semifinal, terminaron octavos en la gran final, con 132 puntos.
En 2009 obtuvieron el tercer puesto con Aysel y el iraní Arash Labaf interpretando «Always», una de las favoritas de aquella edición. Dos días antes en su semifinal consiguieron el segundo lugar con 180 puntos. 
Un año después Safura se convertía en la primera solista que representaba al país con la canción «Drip drop». El tema, que peleó por los primeros lugares en las casas de apuestas con Alemania, obtendría 145 puntos y cerraría el Top-5.
En 2011 se proclamaron campeones con la balada «Running Scared» con un total de 221 puntos, rompiendo el récord de la puntuación más baja de un ganador y la cantidad de máximas puntuaciones más baja, también de un ganador, ambas desde la implantación de la semifinal. La victoria les permitió ser sede de la edición de 2012, que se celebró en la capital Bakú. Aquel año la cantante Sabina Babayeva terminó en cuarto lugar con 150 puntos, por detrás de la ganadora, Suecia, Rusia y Serbia.
En 2013 fue seleccionado el primer solista masculino: Farid Mammadov. Se decidió que participara con el tema «Hold Me». A pesar de que un principio no era favorito, tras las semanas de ensayo y la semifinal logró meterse entre los primeros lugares en las casas de apuestas. Finalmente, conseguiría la primera victoria para el país en una semifinal con 139 puntos. En la final consiguió un segundo puesto, con 234 puntos y 10 máximas puntuaciones, la cantidad más alta para un país no ganador.
En la edición de 2014, tras 5 años consecutivos en el Top-5, obtuvieron su peor resultado histórico al quedar en vigesimosegundo lugar, en una final en la que los representó Dilara Kazimova con la balada «Start a Fire». Asimismo, también fue la primera vez que los azeríes quedan fuera del Top-10.
En 2015 el representante Elnur volvió a representar a su país con «Hour Of The Wolf», con el que se esperaba regresar al Top-10 después del mal resultado del año anterior. A pesar de eso, obtendrían su peor resultado en la semifinal, al quedar en la posición de corte (10°) con 53 puntos. En la final se quedarían a cuatro puntos del TOP-10, alcanzando solamente 49 puntos y el duodécimo puesto.
En 2016 escogieron internamente a la cantante Samra Rahimli y el tema «Miracle». Logró clasificarse para la final, pero nuevamente regresarían los malos resultados, alcanzando 117 puntos y la decimoséptima posición.

## Participaciones
Leyenda
     Ganador
     Segundo puesto
     Tercer puesto
     Cuarto o quinto puesto (Top 5)
     Último puesto
| Año  | Sede       | Artista                     | Canción               | Final              | Pts.               | Semifinal          | Pts.               |
| ---- | ---------- | --------------------------- | --------------------- | ------------------ | ------------------ | ------------------ | ------------------ |
| 2008 | Belgrado   | Elnur & Samir               | «Day After Day»       | 8                  | 132                | 6                  | 96                 |
| 2009 | Moscú      | AySel & Arash               | «Always»              | 3                  | 207                | 2                  | 180                |
| 2010 | Oslo       | Safura                      | «Drip drop»           | 5                  | 145                | 2                  | 113                |
| 2011 | Düsseldorf | Ell & Nikki                 | «Running Scared»      | 1                  | 221                | 2                  | 122                |
| 2012 | Bakú       | Sabina Babayeva             | «When The Music Dies» | 4                  | 150                | País anfitrión     | País anfitrión     |
| 2013 | Malmö      | Farid Mammadov              | «Hold me»             | 2                  | 234                | 1                  | 139                |
| 2014 | Copenhague | Dilara Kazimova             | «Start A Fire»        | 22                 | 33                 | 9                  | 57                 |
| 2015 | Viena      | Elnur Hüseynov              | «Hour of the Wolf»    | 12                 | 49                 | 10                 | 53                 |
| 2016 | Estocolmo  | Samra Rahimli               | «Miracle»             | 17                 | 117                | 6                  | 185                |
| 2017 | Kiev       | Dihaj                       | «Skeletons»           | 14                 | 120                | 8                  | 150                |
| 2018 | Lisboa     | Aisel                       | «X my heart»          | No se clasificó    | No se clasificó    | 11                 | 94                 |
| 2019 | Tel Aviv   | Chingiz                     | «Truth»               | 8                  | 302                | 5                  | 224                |
| 2020 | Róterdam   | Samira Efendi               | «Cleopatra»           | Festival cancelado | Festival cancelado | Festival cancelado | Festival cancelado |
| 2021 | Róterdam   | Samira Efendi               | «Mata Hari»           | 20                 | 65                 | 8                  | 138                |
| 2022 | Turín      | Nadir Rüstəmli              | «Fade To Black»       | 16                 | 106                | 10                 | 96                 |
| 2023 | Liverpool  | TuralTuranX                 | «Tell Me More»        | No se clasificó    | No se clasificó    | 14                 | 4                  |
| 2024 | Malmö      | Fahree feat. Ilkin Dovlatov | «Özünlə Apar»         | No se clasificó    | No se clasificó    | 14                 | 11                 |
| 2025 | Basilea    | Mamagama                    | «Run With U»          | No se clasificó    | No se clasificó    | 15                 | 7                  |

## Festivales organizados en Azerbaiyán
| Edición                                   | Ciudad sede | Localización      | Presentandores                                      |
| ----------------------------------------- | ----------- | ----------------- | --------------------------------------------------- |
| Festival de la Canción de Eurovisión 2012 | Bakú        | Baku Crystal Hall | Leyla Əliyeva, Eldar Qasımov y Nargiz Birk-Petersen |

## Votación de Azerbaiyán
Hasta 2025, la votación de Azerbaiyán ha sido:
| Más puntos otorgados solo en la gran final | Más puntos otorgados solo en la gran final | Más puntos otorgados solo en la gran final |
| Pos.                                       | País                                       | Puntos                                     |
| ------------------------------------------ | ------------------------------------------ | ------------------------------------------ |
| 1                                          | Ucrania                                    | 170                                        |
| 2                                          | Rusia                                      | 121                                        |
| 3                                          | Israel                                     | 113                                        |
| 4                                          | Italia                                     | 85                                         |
| 5                                          | Suecia                                     | 66                                         |

| Más puntos otorgados en semifinales y final | Más puntos otorgados en semifinales y final | Más puntos otorgados en semifinales y final |
| Pos.                                        | País                                        | Puntos                                      |
| ------------------------------------------- | ------------------------------------------- | ------------------------------------------- |
| 1                                           | Ucrania                                     | 232                                         |
| 2                                           | Rusia                                       | 220                                         |
| 3                                           | Israel                                      | 194                                         |
| 4                                           | Suecia                                      | 122                                         |
| 5                                           | Malta                                       | 118                                         |

| Más puntos recibidos solo en la final | Más puntos recibidos solo en la final | Más puntos recibidos solo en la final |
| Pos.                                  | País                                  | Puntos                                |
| ------------------------------------- | ------------------------------------- | ------------------------------------- |
| 1                                     | Rusia                                 | 124                                   |
| 2                                     | Georgia                               | 119                                   |
| 3                                     | Moldavia                              | 103                                   |
| 4                                     | Ucrania                               | 99                                    |
| 5                                     | Malta                                 | 75                                    |

| Más puntos recibidos en semifinales y final | Más puntos recibidos en semifinales y final | Más puntos recibidos en semifinales y final |
| Pos.                                        | País                                        | Puntos                                      |
| ------------------------------------------- | ------------------------------------------- | ------------------------------------------- |
| 1                                           | Rusia                                       | 213                                         |
| 2                                           | Georgia                                     | 181                                         |
| 3                                           | Moldavia                                    | 179                                         |
| 4                                           | Malta                                       | 144                                         |
| 5                                           | Ucrania                                     | 139                                         |

## 12 puntos
- Azerbaiyán ha dado 12 puntos a:

| Año  | País y Bandera |
| ---- | -------------- |
| 2008 | Grecia         |
| 2009 | Noruega        |
| 2010 | Turquía        |
| 2011 | Turquía        |
| 2012 | Albania        |
| 2013 | Malta          |
| 2014 | Ucrania        |
| 2015 | Eslovenia      |

| Año  | Jurado      | Televoto    |
| ---- | ----------- | ----------- |
| 2016 | Rusia       | Rusia       |
| 2017 | Portugal    | Georgia     |
| 2018 | Bielorrusia | Bielorrusia |
| 2019 | Rusia       | Rusia       |
| 2021 | Rusia       | Israel      |
| 2022 | Suecia      | Chipre      |
| 2023 | Sin jurado  | Israel      |
| 2024 | Sin jurado  | Chipre      |
| 2025 | Sin jurado  | Chipre      |

| Año  | País y Bandera |
| ---- | -------------- |
| 2008 | Turquía        |
| 2009 | Turquía        |
| 2010 | Turquía        |
| 2011 | Ucrania        |
| 2012 | Turquía        |
| 2013 | Ucrania        |
| 2014 | Rusia          |
| 2015 | Rusia          |

| Año  | Jurado      | Televoto |
| ---- | ----------- | -------- |
| 2016 | Rusia       | Rusia    |
| 2017 | Bielorrusia | Bulgaria |
| 2018 | Albania     | Israel   |
| 2019 | Rusia       | Rusia    |
| 2021 | Rusia       | Israel   |
| 2022 | Reino Unido | Ucrania  |
| 2023 | Israel      | Israel   |
| 2024 | Suiza       | Croacia  |
| 2025 | Israel      | Israel   |

## Galería de imágenes
|                                  |
| Elnur & Samir en Belgrado (2008) |

|                                     |
| Aysel y Arash Labaf en Moscú (2009) |

|                       |
| Safura en Oslo (2010) |

|                                  |
| Ell & Nikki en Düsseldorf (2011) |

|                                            |
| Sabina Babayeva en homesoil en Baku (2012) |

|                                |
| Farid Mammadov en Malmö (2013) |

|                                      |
| Dilara Kazimova en Copenhague (2014) |

|                                |
| Elnur Huseynov en Viena (2015) |

|                                   |
| Samra Rahimli en Estocolmo (2016) |

|                      |
| Dihaj en Kiev (2017) |

|                        |
| Aisel en Lisboa (2018) |

|                            |
| Chingiz en Tel Aviv (2019) |

|                           |
| Efendi en Róterdam (2021) |

|                                |
| Nadir Rüstəmli en Turín (2022) |

|                                 |
| TuralTuranX en Liverpool (2023) |

|                                         |
| Fahree e Ilkin Dovlatov en Malmö (2024) |